# Очаково (Волзький район)
Очако́во (рос. Очаково, марій. Йыраҥъял) — присілок у складі Волзького району Марій Ел, Росія. Входить до складу Великопаратського сільського поселення.

## Населення
Населення — 95 осіб (2010; 98 у 2002).
Національний склад (станом на 2002 рік):
- марі — 99 %